# Amata borgoriensis
Amata borgoriensis là một loài bướm đêm thuộc phân họ Arctiinae, họ Erebidae.